# Eric Washington (cestista 1974)
Eric Maurice Washington (Pearl, 23 marzo 1974) è un ex cestista statunitense, professionista nella NBA e in Europa.

## Carriera
Cresce prima presso la Pearl High School e successivamente presso la University of Alabama, dove nei 4 anni di permanenza mette a segno un totale di 1.532 punti, 557 rimbalzi, e 262 tiri da tre.
Terminato il periodo universitario, gli Orlando Magic lo scelgono al secondo giro dei Draft NBA 1997 (scelta nº 47), venendo poi scambiato ai Denver Nuggets con cui gioca due stagioni: nella sua prima annata mette a segno 7,7 punti a partita in 23,3 minuti di utilizzo medio, mentre nella seconda scrive 5,4 punti in 20 minuti. La sera del 22 novembre 1997 segnò 22 punti nella sfida contro i Seattle SuperSonics, ottenendo così il suo record di carriera in NBA.
Nell'estate del 1999 passa ai Boston Celtics ma viene tagliato prima dell'inizio della stagione: si trasferisce così in Grecia per la sua prima esperienza europea, firmando un contratto con il Dafni. Le sue cifre nel massimo campionato greco sono di 13,5 punti messi a segno nelle 15 partite disputate.

Washington nel 2000 al Basket Rimini

La stagione successiva approda in Italia, tra le file del Basket Rimini, realizzando 17 punti a partita con il 55,6% da due e il 33,5 da tre. Tuttavia il team romagnolo al termine del campionato retrocede in Legadue piazzandosi ultimo in classifica nonostante un buon avvio, complice anche la fuga a stagione in corso di Rodney Buford e altre vicissitudini. Washington rimane in maglia riminese anche nella stagione successiva, disputando 30 partite con 14,6 punti, 4,6 rimbalzi e 2,4 palle recuperate di media a partita.
Dopo un lungo periodo di inattività dovuto ad un intervento chirurgico ad un ginocchio, nell'aprile del 2003 svolge un periodo di prova con l'Olimpia Milano, senza però ottenere un contratto. Nell'estate viene per la seconda volta tagliato prima dell'inizio della stagione NBA, in questa circostanza dai Denver Nuggets. A dicembre dello stesso anno è ingaggiato dall'Hapoel Gerusalemme con cui gioca 5 partite nel campionato israeliano e 3 partite europee in ULEB Cup, competizione che sarà poi vinta dallo stesso Hapoel. Successivamente, dal febbraio 2005 al 2006 disputa complessivamente 50 gare con gli Idaho Stampede nel campionato CBA ad una media di 9,4 punti a match.
Nel dicembre del 2006 accetta l'offerta dei finlandesi del Tampereen Pyrintö disputando 15 partite ad una media di 21,2 punti e rimanendo con la stessa maglia fino al febbraio 2008, mese in cui si trasferì al Kauhajoen Karhu nella seconda serie finlandese: la sua nuova squadra termina l'annata retrocedendo ma Washington ottiene il rinnovo anche per la stagione successiva, nella quale è capitano e miglior realizzatore del club grazie a 21,5 punti di media, risultando tra gli artefici principali della risalita nel massimo campionato. Dopo un altro anno in terra finnica, si trasferisce in Germania al Nürnberger BC, formazione di terza serie.

## Statistiche
| Anno    | Squadra            | Campionato              | Partite | % 2 punti | % 3 punti | % 1 punto | Rimb. off. | Rimb. dif. | Rimb. tot. | Assist | Palle rec. | Palle perse | Stoppate | Punti | Punti Tot. |
| ------- | ------------------ | ----------------------- | ------- | --------- | --------- | --------- | ---------- | ---------- | ---------- | ------ | ---------- | ----------- | -------- | ----- | ---------- |
| 1993–94 | Alabama            | NCAA                    | 17      | 62,1      | 17,9      | 72,7      |            |            | 1,00       | 0,71   | 0,82       | 0,59        | 0,24     | 3,5   | 59         |
| 1994–95 | Alabama            | NCAA                    | 33      | 53,3      | 40,1      | 80,8      |            |            | 3,94       | 0,85   | 1,67       | 0,91        | 0,36     | 11,9  | 393        |
| 1995–96 | Alabama            | NCAA                    | 32      | 45,8      | 40,5      | 79,0      |            |            | 6,88       | 1,00   | 1,88       | 1,69        | 0,69     | 18,6  | 596        |
| 1996–97 | Alabama            | NCAA                    | 30      | 48,4      | 37,7      | 77,3      |            |            | 6,33       | 1,17   | 1,90       | 1,53        | 0,77     | 16,1  | 484        |
| 1997–98 | Denver Nuggets     | NBA                     | 66      | 43,5      | 32,1      | 78,3      | 0,71       | 1,21       | 1,92       | 1,18   | 1,09       | 0,80        | 0,38     | 7,7   | 511        |
| 1998–99 | Denver Nuggets     | NBA                     | 38      | 41,4      | 38,1      | 68,8      | 0,92       | 1,42       | 2,34       | 0,79   | 0,89       | 0,66        | 0,47     | 5,4   | 205        |
| 1999–00 | Dafni              | A1 Ethniki              | 15      | 48,6      | 34,7      | 80,6      | 1,67       | 2,00       | 3,67       | 0,87   | 1,80       | 1,47        | 0,53     | 13,5  | 202        |
| 2000–01 | Vip Rimini         | Serie A1                | 33      | 55,6      | 33,5      | 74,8      | 2,15       | 2,91       | 5,06       | 0,76   | 2,00       | 2,76        | 0,45     | 17,0  | 561        |
| 2001–02 | Crabs Rimini       | Legadue                 | 30      | 53,4      | 38,2      | 80,8      | 1,73       | 2,97       | 4,70       | 0,70   | 2,40       | 2,00        | 0,70     | 14,6  | 439        |
| 2003–04 | Hapoel Gerusalemme | Ligat ha'Al             | 5       | 14,3      | 50,0      | 50,0      |            |            | 1,60       | 0,20   | 0,60       | 0,20        | 0,20     | 4,4   | 22         |
| 2003–04 | Hapoel Gerusalemme | ULEB Cup                | 3       | 42,9      | 71,4      | 83,3      | 0,67       | 3,00       | 3,67       | 0,67   | 1,00       | 0,67        | 0,00     | 8,7   | 26         |
| 2004–05 | Idaho Stampede     | CBA                     | 5       | 52,2      | 25,0      | 100       | 1,40       | 4,00       | 5,40       | 0,60   | 1,20       | 0,20        | 0,20     | 6,6   | 33         |
| 2005–06 | Idaho Stampede     | CBA                     | 45      | 54,7      | 35,0      | 78,2      | 1,24       | 2,00       | 3,24       | 1,42   | 1,07       | 1,04        | 0,36     | 9,7   | 438        |
| 2006–07 | Tampereen Pyrintö  | Korisliiga              | 23      | 59,1      | 43,1      | 78,7      | 2,52       | 3,87       | 6,39       | 1,30   | 2,70       | 1,57        | 0,43     | 21,2  | 488        |
| 2007–08 | Tampereen Pyrintö  | Korisliiga              | 15      | 63,4      | 31,6      | 78,8      | 3,07       | 4,20       | 7,27       | 0,93   | 2,40       | 1,93        | 0,47     | 17,7  | 266        |
| 2007–08 | Kauhajoen Karhu    | Korisliiga              | 15      | 46,9      | 42,9      | 82,8      | 3,73       | 6,13       | 9,87       | 1,27   | 2,33       | 0,93        | 0,60     | 20,5  | 308        |
| 2008–09 | Kauhajoen Karhu    | Koripallon I-divisioona | 19      | 60,5      | 38,0      | 78,8      | 3,74       | 6,00       | 9,74       | 2,53   | 2,05       | 1,79        | 1,05     | 22,2  | 422        |

## Palmarès
- ULEB Cup: 1
Hapoel Gerusalemme: 2003-04.